# Rugby Roma Olimpic 2010-2011

## Eccellenza 2010-2011

### Stagione regolare
| Incontro                           | Andata | Ritorno |
| ---------------------------------- | ------ | ------- |
| Crociati — Rugby Roma Olimpic      | 13-13  | 6-10    |
| Rugby Roma Olimpic — L’Aquila      | 19-6   | 6-22    |
| S.S. Lazio — Rugby Roma Olimpic    | 13-6   | 3-25    |
| Rugby Roma Olimpic — Rovigo        | 22-15  | 8-24    |
| Rugby Roma Olimpic — Mogliano      | 6-10   | 3-16    |
| Rugby Roma Olimpic — GranDucato    | 9-10   | 10-15   |
| I Cavalieri — Rugby Roma Olimpic   | 23-17  | 34-25   |
| Veneziamestre — Rugby Roma Olimpic | 10-21  | 12-31   |
| Rugby Roma Olimpic — Petrarca      | 21-9   | 10-10   |

#### Risultati della stagione regolare
| Posizione | G  | V | N | P | PF  | PS  | DP  | B | Pt |
| --------- | -- | - | - | - | --- | --- | --- | - | -- |
| 6ª        | 18 | 7 | 2 | 9 | 272 | 252 | +20 | 8 | 40 |

## Trofeo Eccellenza 2010-11

### Prima fase
| Incontro                        | Andata | Ritorno |
| ------------------------------- | ------ | ------- |
| S.S. Lazio — Rugby Roma Olimpic | 10-21  | 13-26   |
| Rugby Roma Olimpic — L’Aquila   | 34-8   | 23-9    |

#### Risultati della prima fase
| Posizione | G | V | N | P | PF | PS | DP  | B | Pen | Pt |
| --------- | - | - | - | - | -- | -- | --- | - | --- | -- |
| 1ª        | 4 | 3 | 0 | 1 | 70 | 52 | +18 | 0 | 4   | 8  |

### Fase finale
| Turno | Incontro                      | Risultato |
| ----- | ----------------------------- | --------- |
| F     | Mogliano — Rugby Roma Olimpic | 12-33     |

## Verdetti
- Rugby Roma Olimpic vincitore del Trofeo Eccellenza 2010-11.